# Country, Folk, Rock
Albums de Johnny Hallyday
Flagrant Délit
(1971) Insolitudes
(1973)
Singles
1. (SP) Comme si je devais mourir demain - Hello US U.S.A.
Sortie : 15 mars 1972
2. (SP) Rien ne vaut cette fille là - Toi tu voles l'amour
Sortie : 18 juin 1972
3. Sauvez-moi - Ma main au feu
Sortie : 23 octobre 1972

Country, Folk, Rock est le 15e album studio de Johnny Hallyday. Il sort le 28 juin 1972.

## Histoire
Country, Folk, Rock est enregistré entre mars 1971 et juin 1972 dans différents studios, situés dans des lieux aussi éloignés que Paris, Londres et Los Angeles ; il est réalisé par Lee Hallyday.
Le titre de l'album est aussi un programme qui indique précisément ce que chacun des titres qui le compose est : un morceau country, folk ou rock.
Un titre toutefois fait exception, E dio crea la donna - qui musicalement n'appartient à aucun de ces trois genres - est l'adaptation italienne d'un titre du précédent album Vie, Essayez , E dio crea la donna est initialement diffusée en Italie en face B du 45 tours Morir domani (adaptation de Comme si je devais mourir demain).
Johnny Hallyday, outre ses fidèles accompagnateurs Mick Jones, Jean-Pierre Azoulay aux guitares et Tommy Brown à la batterie, s'est entouré d'une importante session de guitaristes (dont, fait rare en studio, lui-même), neuf au total dont : Don Preston (en) et Jerry Donahue.

Carol Kaye est à la guitare basse, Earl Palmer à la batterie (en alternance avec Brown), Craig Doerge (en) au piano, Nanette Workman est aux chœurs.

## Autour de l'album
- Nota : Sources pour l'ensemble de la section (concernant les sorties discographiques)[4],[5] : (sauf mentions spéciales).

- Référence Originale : 33 tours Philips 6325006
- seconde édition : Philips 9101 040

45 tours issus de l'album
15 mars (1972) :
- Comme si je devais mourir demain - Hello US-USA / 45 tours Philips 6009215

18 juin :
- Rien n'vaut cett'fille là - Toi tu voles l'amour / 45 tours Philips 6837073 promo hors-commerce
- Rien n'vaut cett'fille là - Toi tu voles l'amour / 45 tours Philips 6009236
- Joe, la ville et moi - Ma main au feu / 45 tours Philips 6837074 promo hors-commerce

23 octobre :
- Sauvez-moi - J'en mettrais pas ma main au feu / 45 tours Philips 6837090 promo hors-commerce
- Sauvez-moi - J'en mettrais pas ma main au feu / 45 tours Philips 6009268

Cette même année, Nanette Workman - qui pour un temps fut bien plus qu'une choriste pour Johnny Hallyday - enregistre, sous un label spécialement créé par le chanteur, (Disques H), un 45 tours Fleur déracinée - Apprendre à vivre ensemble (en duo avec Johnny Hallyday). Le disque sort en mai.
- Référence originale : Disques H Phonogram 6061 300 :

Fleur déracinée (Nanette Workman - Michel Mallory, Nanette Workman)

Apprendre à vivre ensemble (Space Captain) (Matthew Moore - adaptation : Michel Mallory)
Plusieurs titres issus de ces sessions d'enregistrements restent à l'époque inédits ; ils sont diffusés en 1993, à l'occasion de la sortie d'une intégrale Johnny Hallyday en 40 CD, : 
- Easy, soit facile avec moi (Johnny Hallyday, Tommy Brown - Ralph Bernet) - 3:57
- Un parmi les autres (On of the many) (droit réservé - adaptation : Michel Mallory - 4:10
- De la race humaine (Tommy Brown - Ralph Bernet) - 4:33

Rééditions (recensement non exhaustif)
Première édition CD en 2000 en fac-similé, référence originale : Mercury Universal Philips 546 966-2

L'édition inclus en titre bonus le duo avec Nanette Workman Apprendre à vivre ensemble.

## Titres
| 1.  | Ma main au feu                                | Michel Mallory              | Michel Mallory            | 2:35 |
| 2.  | Joe, la ville et moi                          | Michel Mallory              | Marc Benoit               | 5:14 |
| 3.  | Hello US USA (BO du film J'ai tout donné)     | Michel Mallory              | Johnny Hallyday           | 2:35 |
| 4.  | Mon amour à Marie                             | Ralph Bernet                | Tommy Brown, Mick Jones   | 4:30 |
| 5.  | Comme si je devais mourir demain              | Jean-Pierre Lang            | Patrick Lemaitre          | 2:50 |
| 6.  | E dio creo la donna (Essayez)                 | Paolo Dossena (adaptation)  | Mick Jones, Tommy Brown   | 4:09 |
| 7.  | Rien n'vaut cett'fille-là (She's My Old Lady) | Ralph Bernet (adaptation)   | John Gallie, Joey Cooper  | 3:24 |
| 8.  | Viens le soleil (Sunshine)                    | Ralph Bernet (adaptation)   | Don Preston, John Gallie  | 2:54 |
| 9.  | Toi, tu voles l'amour                         | Ralph Bernet                | Gary Wright               | 3:15 |
| 10. | Sauvez-moi (Salvation)                        | Michel Mallory (adaptation) | Craig Doerge, Judy Henske | 4:02 |
| 11. | Tomber c'est facile (Ain't Hard To Stumble)   | Ralph Bernet (adaptation)   | David B. Rivkin           | 3:48 |
| 12. | Comme un lion en hiver                        | Claude Moine                | Pierre Papadiamandis      | 3:34 |

## Musiciens
- Guitares : Don Preston (en) - Jerry Donahue - Ben Benay - Joey Cooper - Patrick Lemaire - Patrick Tison - Jean-Pierre Azoulay - Mick Jones - Johnny Hallyday
- Guitare basse : Carol Kaye
- Batterie : Earl Palmer - Tommy Brown
- Piano : Craig Doerge (en)
- Orgue : John Gallie
- Harmonica : Billy Workman
- Chœurs : Nanette Workman - Madeline Bell (en) - Lisa Strike
- Ingénieurs du son : Bill Golden (Los Angeles) - Chris Kimsey (en) (Angleterre) - Didier Perrier (Le Fidelaire)
- Direction musicale : Jerry Donahue - Tommy Brown - Raymond Donnez